# قيصرية (فلسفة سياسية)

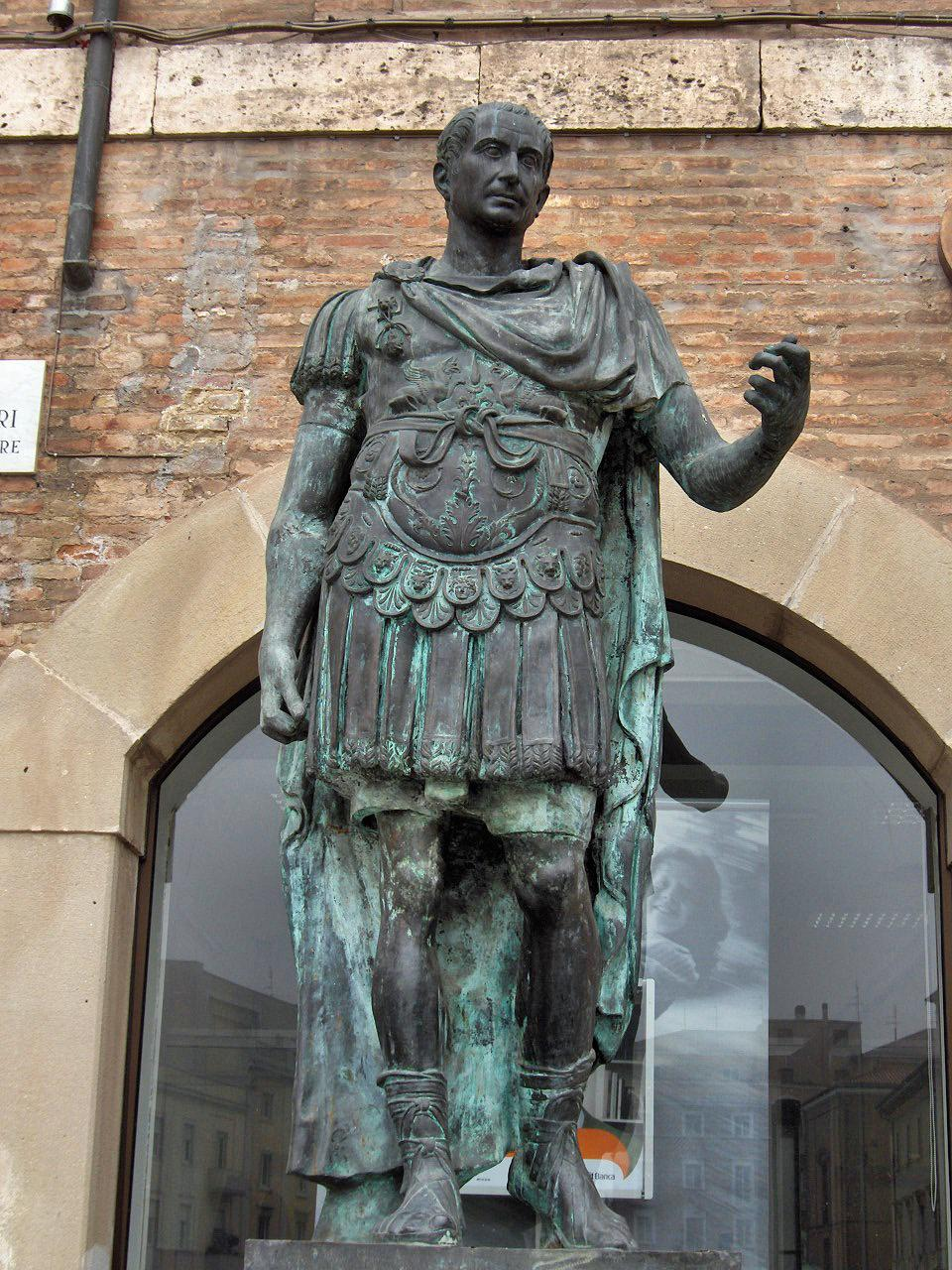
تمثال يوليوس قيصر في ريميني بإيطاليا.

القيصرية هي فلسفة سياسية سلطوية أو أوتوقراطية مستوحاة من يوليوس قيصر، وقد تم استخدام المصطلح بطرق مختلفة من قبل كل من المؤيدين وكازدراء على حد سواء.

## الاستخدام التاريخي للمصطلح
كان أول استخدام موثق للكلمة في القرن التاسع عشر عندما استخدمها المؤرخ الألماني يوهان فريدريش بومر في عام 1846 لوصف الدولة التي تخضع الكنيسة لسيطرتها، وتم استخدامه مرة أخرى في عام 1850 من قبل أوغست روميو، الذي عرّف القيصرية على أنها حكم أمراء الحرب العسكريين. كتب عالم الاجتماع بيتر باهر أنه «بعد جدل روميو حول» القيصرية «. . . اكتسبت [القيصرية] مكانة رائجة». كما استخدم الكاتب الديني أوريستيس براونسون المصطلح في عام 1857 بمعنى الاستبداد الملكي، وفي عام 1858 كتبت صحيفة وستمنستر ريفيو «عبارات تقريظ خرقاء ضد القيصرية باعتبارها متجسدة في سلالة بونابرت».
اتُهم بنجامين دزرائيلي بالقيصرية في مارس 1878 عندما قام، تحسبا للحرب مع روسيا، بتعبئة الاحتياطيات البريطانية واستدعى القوات الهندية إلى مالطا. قدم غلبرت كيث تشيسترتون واحدة من أكثر الإدانات الرنانة للقيصرية في عمله الهراطقة، واصفا إياها بأنها «أسوأ أشكال العبودية».
يعتقد عالم الاجتماع ماكس فيبر أن كل ديمقراطية جماهيرية هي ديمقراطية تسير في اتجاه قيصري، وكتب أستاذ القانون غيرهارد كاسبر، «استخدم فيبر المصطلح للتأكيد، من بين أمور أخرى، على الطابع الشعبي للانتخابات، وازدراء البرلمان، وعدم التسامح مع السلطات المستقلة داخل الحكومة والفشل في جذب أو تحمل عقول سياسية مستقلة».
وقد دعا منظّرون مثل الفنزويلي لوريانو فالينيلا لانز في كتابه «القيصرية الديمقراطية» عام 1919 إلى ما يسمى بالشكل «الديمقراطي» من القيصرية. من أشهر الأشخاص الذين اعتنقوا القيصرية هو نابليون بونابرت، الذي أُعجب بقيصر وقلده خلال فترة حكمه في فرنسا. تبنى الدوتشي الإيطالي بينيتو موسوليني وأيديولوجية الفاشية الإيطالية القيصرية،  كما تبناها أيضًا الكوديلو الأسباني فرانثيسكو فرانكو وأيديولوجيته الفرانكوية. 